# Schronisko przy Przechodnim
Schronisko przy Przechodnim – schron jaskiniowy obok skały Dzwon w Dolinie Kobylańskiej na Wyżynie Olkuskiej będącej częścią Wyżyny Krakowsko-Częstochowskiej. Znajduje się w granicach wsi Kobylany w województwie małopolskim, w powiecie krakowskim, w gminie Zabierzów.

## Opis obiektu
Znajduje się w skale tuż po północnej stronie skały Dzwon, 30 m powyżej dna doliny, a 10 m poniżej dużego Schroniska Przechodniego. Schronisko przy Przechodnim ma jeden romboidalny otwór. Za jego niewielkim progiem znajduje się niewielka salka o wznoszącym się dnie. Salka ma kilka półek.
Schronisko powstało w późnojurajskich wapieniach i jest pochodzenia krasowego. Jest suche i w całości oświetlone rozproszonym światłem słonecznym. Jego spąg przykrywa skalny rumosz i glina. Nacieki skąpe, w postaci grzybków naciekowych i mleka wapiennego. Na skałach przy otworze rozwijają się glony. Ze zwierząt obserwowano pająki rodzaju Meta (sieciarz) i znaleziono kości martwego jeża.

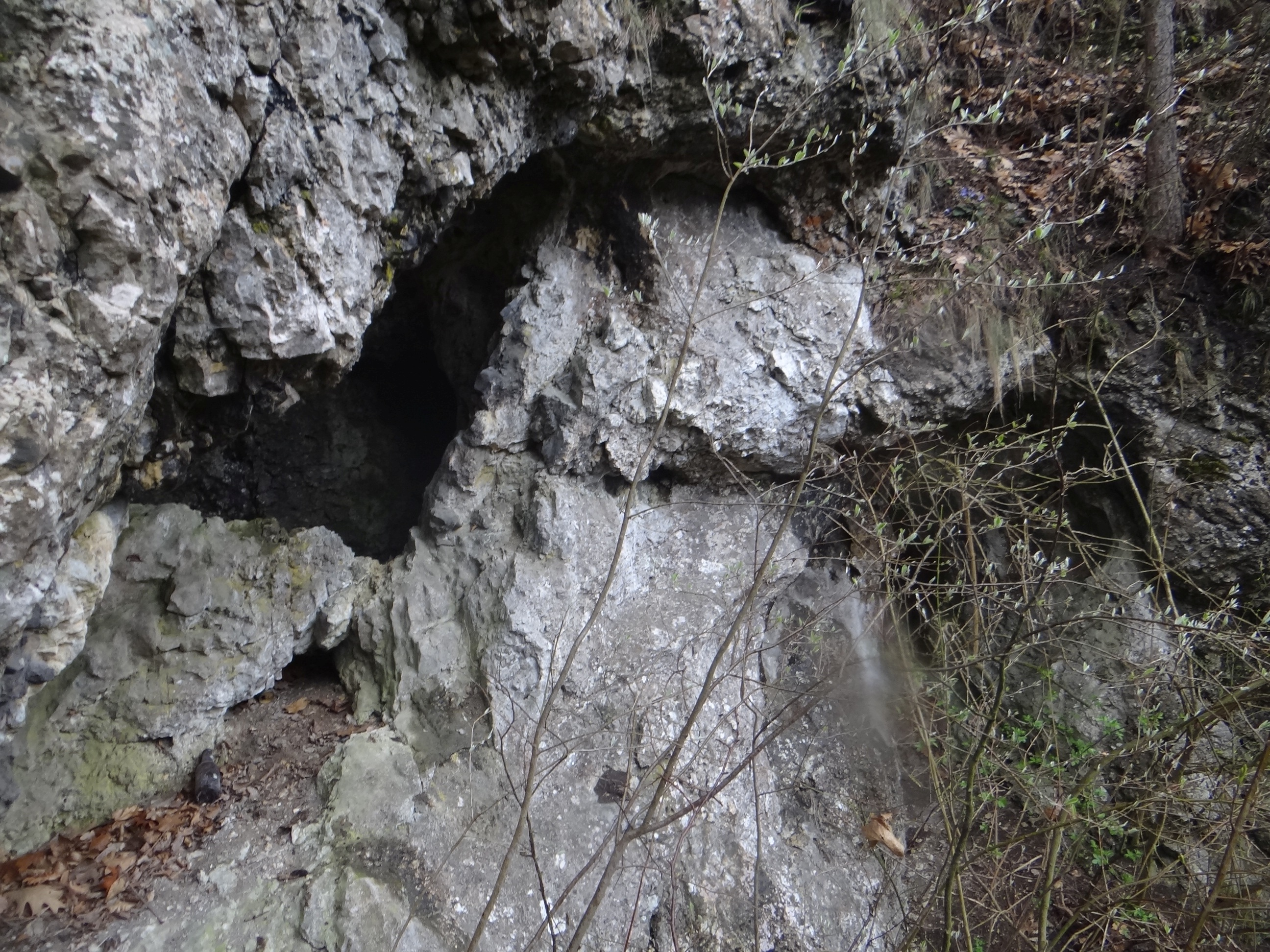
Otwór
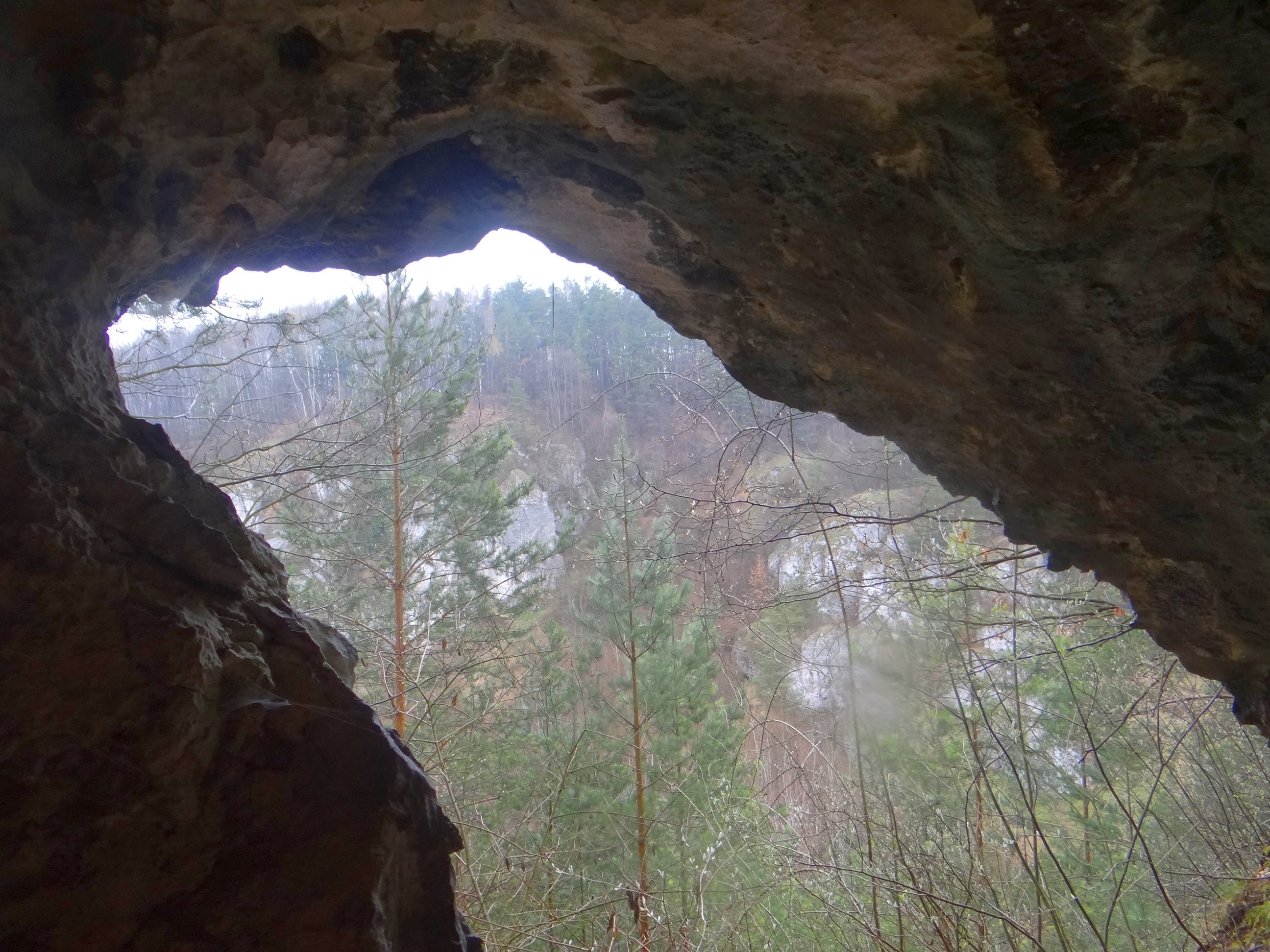
Widok ze schroniska
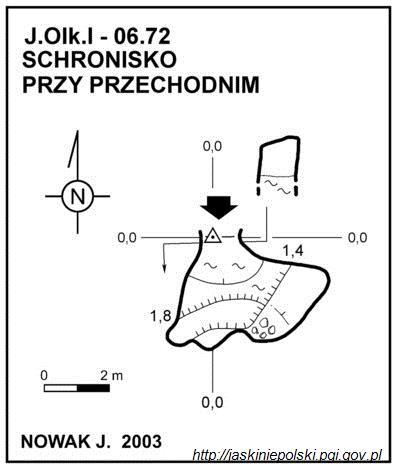
Plan

Schronisko znane było od dawna. Jako pierwszy opisał je i sporządził jego plan Kazimierz Kowalski w 1951 r. Aktualny plan opracował Jakub Nowak 2003 r.